# Passage de Vénus

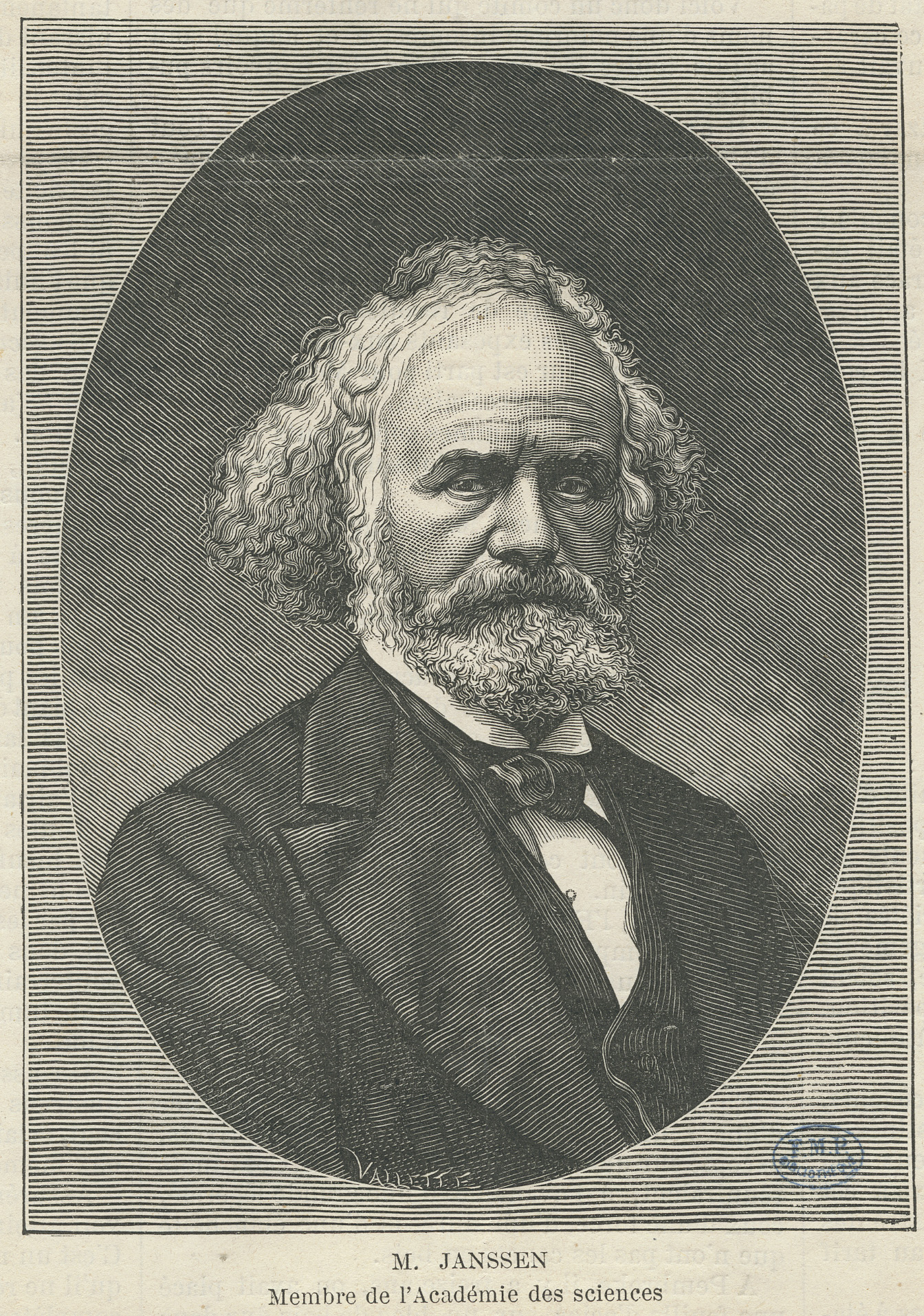
Janssen a devenit membru al Academiei de Științe în 1873, cu un an înainte de plecarea în Japonia.

Passage de Vénus (titlul în română: Pasajul lui Venus) este o serie de fotografii ale tranzitului planetei Venus prin fața Soarelui în 1874.

## Istoric
Această serie a fost capturată în Japonia de către astronomul francez Jules Janssen cu ajutorul „revolverului său fotografic”, considerat ca fiind primul exemplu de cronofotografie.
În domeniul astronomiei, este vorba despre „prima oară în care fotografia a fost, în mod oficial, chemată ca unealtă principală de observare, pentru a remedia defectele vederii umane”.
În afară de aceasta, un studiu din 2005 făcut asupra materialului supraviețuitor a ajuns la concluzia că toate plăcile existente realizate cu revolverul fotografic sunt plăci de antrenament luate cu un model și că niciuna dintre multele plăci expuse cu succes în timpul eclipsei nu pare să fi supraviețuit.. Astfel, reproducerea întitulată Passage de Vénus (în română: „Pasajul lui Venus”), care se găsește pe Internet, nu este un original al tranzitului observat de astronom, ci o reproducere pornind de la plăcile de antrenament.
Această reproducere este totuși indicată ca fiind cel mai vechi film existent pe IMDb și Letterboxd.